# فيليسي شوارتز
فيليسي شوارتز (بالإنجليزية: Felice Schwartz)‏ هي كاتِبة أمريكية، ولدت في 16 يناير 1925 في نيويورك في الولايات المتحدة، وتوفيت في 8 فبراير 1996 في مانهاتن في الولايات المتحدة.